# Жармухамбет-хан
Жармухамбет-хан (помер 1791) — казахський правитель, хан Молодшого жуза, призначений російською царською адміністрацією.